# Waldemar Kolmsperger der Jüngere

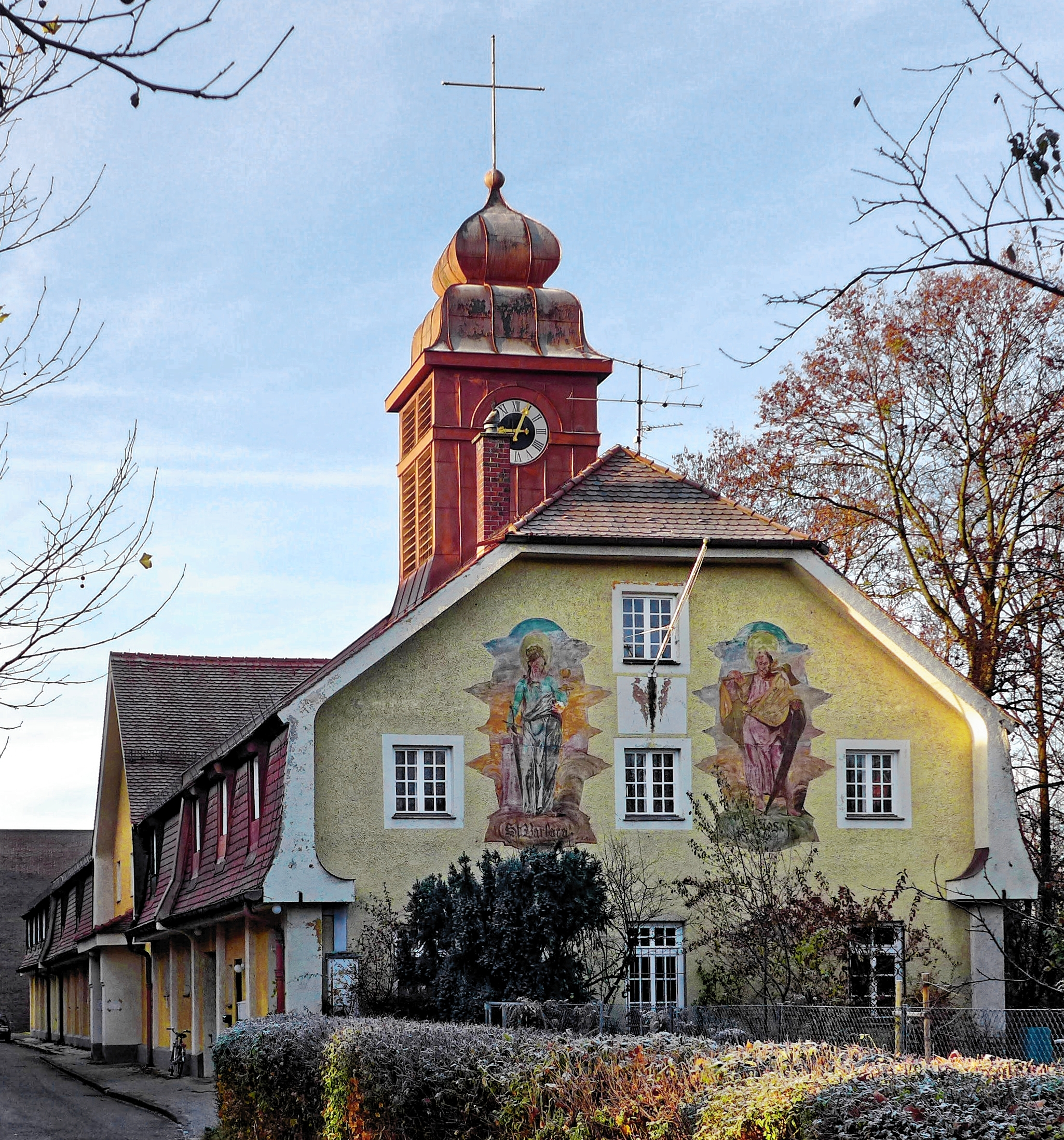
St. Barbara in München-Neuhausen

Waldemar Kolmsperger der Jüngere (* 15. September 1881 in München; † 20. Mai 1954 ebenda) war ein deutscher Maler des Neobarock.

## Leben und Werke
Waldemar Kolmspergers gleichnamiger Vater Waldemar Kolmsperger (1852–1943) war der erste Lehrer seines Sohnes. Danach studierte dieser ab Oktober 1900 an der Münchner Kunstakademie in München bei Martin Feuerstein und Wilhelm von Diez.
Wie sein Vater schuf Waldemar Kolmsperger der Jüngere hauptsächlich monumentale Fresken im Stil des Barock (Neobarock). 
Aus dem Jahr 1913 stammen seine Altarbilder für die Pfarrkirche in Cham; 1914 malte er ein Altarbild für die Karmeliterkirche in Straubing. 1922 malte er unter anderem Wand- und Deckenbilder für die Kirche Übersee in Oberbayern und Deckenbilder für die Kirche Unsere Liebe Frau in Eberfing sowie Altarbilder für die Pfarrkirche von Birkenried.
Die Kirche in Au in Vorarlberg schmückte er 1923 mit elf Deckengemälden. Das Hauptbild stellte die Vorarlbergia Sancta dar. 1925 schuf er Deckenbilder für das Theresienheim in Fulda. Die Versöhnungskirche in Völklingen versah er mit Freskomalereien, auf denen Christus in den Wolken über Industrieschloten und Mitgliedern der Kirchengemeinde, darunter Carl Röchling, der Gründer der Röchlingschen Eisen- und Stahlwerke, dargestellt ist.
Im Jahr 1926 entstand das Fresko „Die Glorie der Heiligen Peter und Paul“ für die katholische Pfarrkirche im unterfränkischen Seinsheim.
Er unterstützte oft seinen Vater bei der Ausführung von großen Gemälden, z. B. in St. Ignaz in Mainz. 1930/31 malten Vater und Sohn die Kuppel von St. Josef in Reinhausen aus. Das Monumentalgemälde darin zeigt Josef als Helfer und Fürbitter für die Menschen.
St. Barbara in München-Neuhausen trägt Fassadenmalereien Kolmspergers.
Das monumentale Deckengemälde (9,5 m × 25 m) „Apotheose von Christus im Himmel und Höllendarstellung“ in der Dreikönigskirche Hittisau (Vorarlberg) schuf Kolmsperger im Jahre 1941. Es zeigt im Neobarockstil das jüngste Gericht mit Bezügen zur Entstehungszeit.  
Neben Kirchen und Profangebäuden versahen Waldemar Kolmsperger der Ältere und der Jüngere auch mehrere Dampfer der Hamburg-Amerika-Linie mit Deckengemälden. Darunter waren die Schiffe Vaterland alias Leviathan, Bismarck und New York; keiner dieser Dampfer ist erhalten geblieben.